# Euxoa feniseca
Euxoa feniseca là một loài bướm đêm trong họ Noctuidae.